# 2011 en Europe
Chronologie de l’Europe
- 2007
- 2008
- 2009
- 2010
- 2011
- 2012
- 2013
- 2014
- 2015

Cet article concerne le continent européen, sauf la Belgique, la France, l'Islande, l'Italie, le Pays de Galles et la Suisse, qui disposent d'articles détaillés.

## Chronologie
- Tallinn, capitale de l’Estonie, et Turku, ville finlandaise, sont Capitales européennes de la culture.

### Janvier
- 1er janvier :
  - l'Estonie entre dans la zone euro, dont elle devient le 17e membre[1] ;
  - la Hongrie prend la présidence tournante de l'Union européenne et succède à la Belgique.
- 13 janvier au 31 : championnat du monde de handball masculin 2011 en Suède.
- 21 janvier : début des manifestations albanaises de 2011.
- 23 janvier : élection présidentielle au Portugal, le président sortant Aníbal Cavaco Silva est réélu.
- 24 janvier : attentat à l'aéroport Domodiedovo près de Moscou en Russie.

### Février
- 4 février au 19 mars : tournoi des Six Nations 2011 en rugby à XV.
- 7 au 20 février : championnats du monde de ski alpin 2011 à Garmisch-Partenkirchen en Allemagne.
- 23 février : la journée de grève générale en Grèce contre la politique d'austérité du gouvernement est émaillée de violents affrontements entre manifestants et forces de l'ordre[2].
- 25 février : élections législatives irlandaises.

### Mars
- 6 mars : élections législatives en Estonie.
- 27 mars : élections législatives régionales dans le Bade-Wurtemberg et en Rhénanie-Palatinat (Allemagne).

### Avril
- 3 avril : élections législatives en Andorre.
- 9 avril :
  - référendum islandais sur le remboursement de la dette ;
  - Fusillade d'Alphen-sur-le-Rhin aux Pays-Bas.
- 11 avril : attentat à Minsk en Biélorussie.
- 17 avril : élections législatives en Finlande.
- 29 avril : mariage du prince William et de Catherine Middleton à Londres.

### Mai
- 5 mai : référendum britannique sur le mode de scrutin ; élections parlementaires écossaises ; élections législatives galloises.
- 11 mai : séisme de magnitude 5,1 à Lorca en Espagne.
- 15 mai : début du mouvement des Indignés en Espagne.
- 21 au 28 mai : éruption du Grímsvötn en Islande.
- 22 mai : élections régionales et municipales espagnoles.

### Juin
- 2 juin : élection présidentielle lettonne.
- 5 juin : élections législatives macédoniennes.
- 5 juin : élections législatives portugaises.
- 20 juin : crash du vol 9605 RusAir en Russie.
- 21 juin : Pedro Passos Coelho devient premier ministre du Portugal.

### Juillet
- 1er juillet : la Pologne succède à la Hongrie à la présidence de l'Union européenne.
- 1er et 2 juillet : mariage d'Albert II de Monaco et de Charlène Wittstock.
- 22 juillet : attentats à Oslo en Norvège.
- 23 juillet : référendum sur la dissolution de la Saeima en Lettonie.

### Août
- 6 au 10 août : émeutes en Angleterre.
- 16 au 21 août : journées mondiales de la jeunesse 2011 à Madrid en Espagne.
- 29 août : élection présidentielle en Estonie.

### Septembre
- 4 septembre : élections régionales en Mecklembourg-Poméranie-Occidentale (Allemagne).
- 7 septembre : accident de l'avion transportant le Lokomotiv Iaroslavl en Russie, faisant 43 morts.
- 15 septembre : élections législatives danoises.
- 17 septembre : élections législatives lettonnes.
- 18 septembre : élections législatives locales à Berlin.

### Octobre
- 9 octobre : élections législatives polonaises.
- 23 et 30 octobre : élection présidentielle en Bulgarie, Rossen Plevneliev est élu.
- 27 octobre : élection présidentielle irlandaise, Michael D. Higgins est élu.

### Novembre
- 20 novembre : le Parti populaire, dirigé par Mariano Rajoy, remporte les élections générales en Espagne.

### Décembre
- 4 décembre :
  - élections législatives en Slovénie ;
  - élections législatives en Croatie.
- 8 décembre : la tempête Friedhelm balaie le nord des îles Britanniques et la Scandinavie.
- 15 décembre : la tempête Joachim frappe le Royaume-Uni et la France.